# Glückstreffer – Anne und der Boxer
Glückstreffer – Anne und der Boxer ist eine Fernsehkomödie aus dem Jahr 2010. Die Hauptrollen spielten Alexandra Neldel und Hendrik Duryn. Die Erstausstrahlung fand am 2. November 2010 in Sat.1 statt und wurde von 3,53 Millionen Zuschauer ab drei Jahren verfolgt.

## Handlung
Becki Berger ist verärgert darüber, dass sie auf ein Dorf ziehen muss. Sie vermisst die Großstadt und langweilt sich in dem von ihr sogenannten Kuhdorf. Doch ihre Mutter Anne Berger ist überzeugt davon, denn sie will den geerbten Bauernhof zu einer Pension umbauen. Doch die Polizei, die Bauarbeiter und die Bürokratie stellen sich ihr in den Weg. Dann taucht Karl, ein Boxer aus Leidenschaft, auf dem Bauernhof auf. Zunächst stehen beide auf Krieg, doch schließlich entpuppt sich Karl als netter, hilfsbereiter Mann. Er versucht mit allen Mitteln, Annes Schulden zu begleichen. Und dafür geht er nochmals in den Ring, um zu boxen.

## Produktion und Kritik
Die auftraggebende Produktionsfirma war Eyeworks Fiction Cologne. Der Film wurde zwischen dem 12. April und dem 12. Mai 2010 in Berlin und Umgebung gedreht.
Der Film wurde von der Kritik eher negativ aufgenommen.
Lediglich die Kommentatoren der Berliner Zeitung vergaben das Prädikat „Sehenswert“ für die „gut aufgelegten Darsteller in einer durchschnittlichen Geschichte“.